# Bataille des Aldudes
Batailles
La bataille des Aldudes également appelée bataille ou combat de Berdaritz oppose le 3 juin 1794 les Français commandés par le général Lavictoire aux Espagnols.

## Préambule
Afin d'assurer les 3 passages de la vallée de Bastan, le général Jacques Léonard Muller ordonne à sa division de gauche, de prendre le col de Berdaritz, situé au-dessous de Saint-Étienne-de-Baïgorry, et le col d'Ispéguy, tandis que sa division du centre s'établirait au col de Maya.
Pour parvenir à Berdaritz, il fallait passer par les Aldudes, au-dessous du village de Berdaritz ou par le sommet des montagnes de la vallée de Bastan.
Une redoute, dans laquelle s'élevait une maison crénelée, fermait le chemin qui conduit des Aldudes à la vallée de Berdaritz. Du côté des montagnes, les Espagnols avaient ajoutés une redoute très forte, munie de 3 canons.

## La bataille
Le 3 juin 1794, 300 Espagnols chargés de garder et défendre ses positions furent attaqués par 1 500 Français de la division de gauche.
800 d'entre eux menaçaient les Aduldes par la gorge. Arrêtés à 9 heures du matin à la montagne d'Ourisca, près des Aldudes, le temps devint serein et les chasseurs basques, commandés par le général Lavictoire se mirent en marche sur le col de Berdaritz où ils furent accueillis par un violent feu de mitraille d'artillerie. Après une fusillade violente et la mort du général Lavictoire, les Espagnols descendirent rapidement et chargèrent. C'est dans un désordre indescriptible que les bataillons basques, désormais commandé par le chef de bataillon Jean Isidore Harispe se jetèrent sur les redoutes de l'ennemi. Après avoir fait sauter un baril de poudre, produisant le désordre chez les Espagnols, les Basques en profitèrent pour pénétrer dans les retranchements. Les Espagnols se réfugièrent alors dans la maison forte crénelée. La redoute, canonnée, s'ébranla et les 308 défenseurs se rendirent.
Pendant ce temps la division du centre n'obtint pas moins de succès au col d'Ispéguy et ils n'éprouvèrent aucune résistance au col de Maya.
Les émigrés voulurent tenir quelques jours dans leur camp, placé sur la montagne d'Arquinzu, placé entre les Aldudes et Berdaritz, mais attaqués de front et tournés en même temps, ils furent obligés de l'abandonner, en livrant aux flammes le village des Aldudes qui brûla entièrement.

## Bilan
Cette victoire française permit d'envisager de pénétrer en Espagne par la route que suivirent l'amiral Bonnivet en 1521 et le maréchal de Berwick en 1719. Le 24 juillet 1794, le général Jacques Léonard Muller fait entrer ses troupes en Espagne par la vallée de Bastan.

## Pour approfondir